# Le Renoi
Le Renoi, de son vrai nom François-Xavier Noutin Hounye (né le 3 décembre 1996 au Bénin), est un rappeur et artiste béninois de hip-hop.

## Biographie
Renoi commence sa carrière musicale en 2015 en tant que membre du groupe Daredevil Clean (DC). Son premier single, Ediorkok, sorti en septembre 2016, marque le début de sa notoriété sur la scène musicale béninoise. Il enchaîne avec d'autres titres tels que Toboula et Nin nou or non wawe gbon.
En 2020, Renoi publie Mini Ba Kxwe Kpohoun, son premier projet sous le label Stentor Music, et obtient le titre de 2e « meilleur artiste rap/hip-hop de l'année » aux FESCU-GV Awards. En mai 2021, il sort Apakpaton, premier titre de son EP SOA (Straight Outta Akpakpa), soulignant son attachement à sa ville natale.

## Discographie

### EP
- 2021 : Soa (Straight Outta Akpakpa)

### Singles
- 2016 : Ediorkok
- 2016 : Toboula
- 2017 : Nin nou or non wawe gbon
- 2018 : Adigban
- 2019 : Zedjo
- 2019 : Fanfounnon
- 2020 : Ekpo do mon tegbe (feat. Bataclan Gang)
- 2020 : Eya (feat. Prins Wonder)
- 2020 : Mini Ba Kxwe Kpohoun
- 2020 : Mi bio studio
- 2022 : Djalado[3]
- 2022 : Egbeli (feat. Vano Baby)[4]
- 2023 : Ediorkork (Remix feat. Togbe Yeton)
- 2024 : Assisdogbea (feat Vano Baby)
- 2024 : Anan da mi an (feat. Alain Kenneth)[5],[6]

## Distinctions
- 2e « meilleur artiste rap/hip-hop de l'année » aux FESCU-GV Awards (2020)[7]
- « Meilleur son hip-hop de l'année » au Dalah'sh Hip-hop Awards pour Mon wè (2022)[8]